# Risonanza (fisica)

Molla in risonanza

La risonanza è un fenomeno fisico che si verifica quando un sistema oscillante forzato viene sottoposto a sollecitazione periodica di frequenza pari all'oscillazione propria del sistema stesso, con effetto di progressiva amplificazione dell'oscillazione stessa.

## Descrizione
Nel 1665 il fisico e matematico olandese Christiaan Huygens, tra i primi a postulare la teoria ondulatoria della luce, osservò che, disponendo a fianco e sulla stessa parete due pendoli, questi tendevano a sintonizzare il proprio movimento oscillatorio, quasi che "volessero assumere lo stesso ritmo". Con i suoi studi scoprì quel fenomeno che oggi chiamiamo 'risonanza'. Nel caso dei due pendoli, si dice che uno fa risuonare l'altro alla propria frequenza. Allo stesso modo e per lo stesso principio, se si percuote un diapason, che produce onde alla frequenza fissa di 440 Hz, e lo si pone vicino a un secondo diapason che non è stato sollecitato, dopo un breve intervallo quest'ultimo comincia anch'esso a vibrare.
Un fenomeno di risonanza provoca in genere un aumento significativo dell'ampiezza delle oscillazioni, che corrisponde ad un notevole accumulo di energia all'interno del sistema sollecitato.

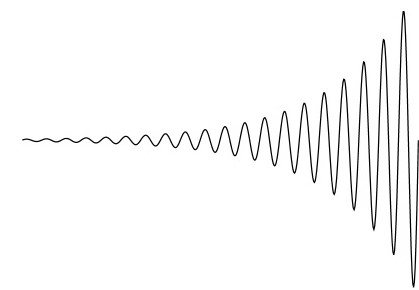

In tale fenomeno, un sistema interagisce con una forza periodica esterna, che trasmette una certa quantità di energia ad un corpo che si muove con moto armonico. Un esempio è quello del ragazzo seduto nell'altalena, dove abbiamo: l'eccitatore (ragazzo che spinge) e il risonatore (sistema altalena+ragazzo). Se la spinta è di una certa entità, nel punto in cui si inverte la direzione del moto dell'altalena, questa raggiungerà un'altezza maggiore ad ogni spinta. Il valore che deve avere la spinta dipende dalle proprietà del risonatore. L'eccitatore e il risonatore si dicono in sincronismo. La risonanza può arrivare a distruggere il sistema per l'eccessivo accumulo energetico.
Nei sistemi smorzati da attrito viscoso (quindi in genere tutti gli oscillatori reali) la massima ampiezza delle oscillazioni indotte al sistema si ha quando la frequenza di sollecitazione è leggermente minore della frequenza propria. Tuttavia tale differenza diminuisce col diminuire del coefficiente di smorzamento. Infatti la frequenza naturale, che corrisponde all'ampiezza massima, è:
{\displaystyle \omega _{M}={\sqrt {\omega _{0}^{2}-2\gamma ^{2}}}\ <\omega _{0}}, dove {\displaystyle \omega _{0}} è la pulsazione propria del sistema, e {\displaystyle \gamma } è il coefficiente di smorzamento. Questo avviene solo nel caso che sussista la disuguaglianza {\displaystyle \omega _{0}^{2}>{\gamma ^{2}}} (smorzamenti deboli). Diversamente la condizione di risonanza non genera alcun massimo di ampiezza al variare della sollecitazione esterna.
Spesso per condizione di risonanza si intende proprio quando la frequenza di sollecitazione è quella che genera la massima ampiezza di oscillazione del sistema. Un corpo capace di vibrare con una determinata frequenza, se viene investito da un'onda della stessa frequenza inizia a vibrare, ma tutti gli altri no.

### Esempi

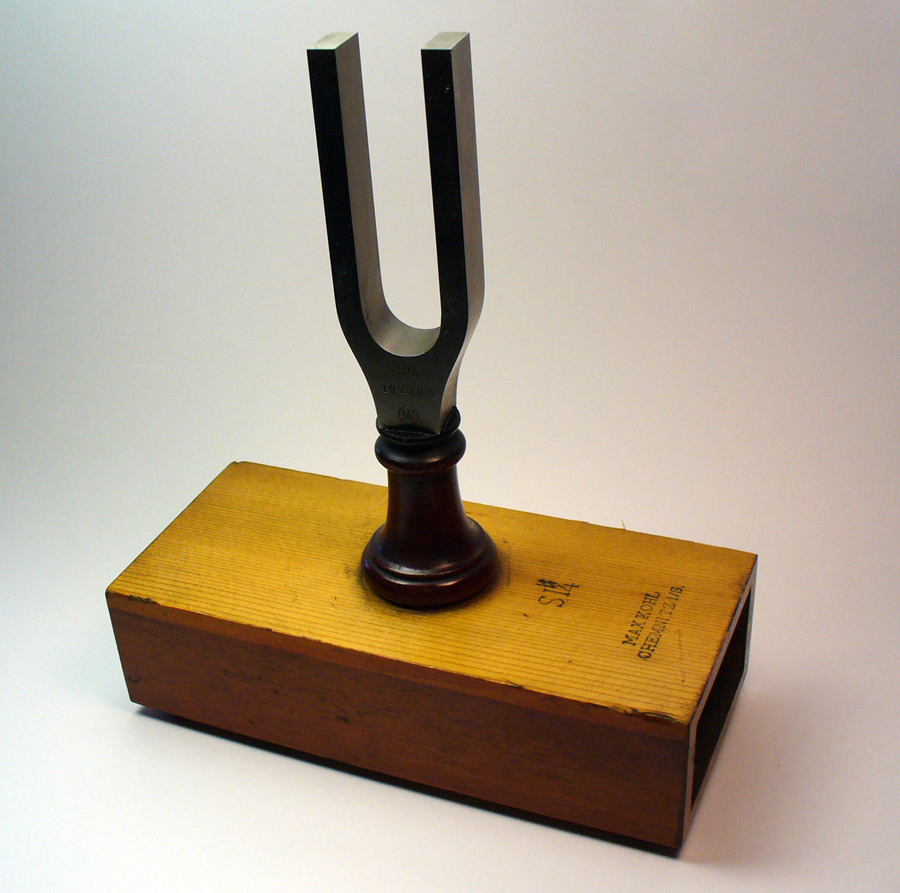
Un diapason sulla sua scatola di risonanza, esempio di risonanza acustica

- Risonanza armonica: si manifesta nel moto armonico forzato senza e con smorzamento, in sistemi reali come molla o pendolo matematico a piccole oscillazioni, entrambi sotto l'azione di forze cicliche.
- Risonanza parametrica: si manifesta nel moto parametrico, in sistemi reali come l'altalena e gli amplificatori parametrici elettronici (paramps)
- Risonanza acustica: si manifesta nei sistemi acustici
- Risonanza di Helmholtz: fenomeno di risonanza acustica dell'aria in una cavità
- Risonanza elettrica: si manifesta nei circuiti elettrici
- Risonanza Schumann: riguarda il pianeta Terra